# Marguerite Müller-Yao
Marguerite Müller-Yao (chinesisch 姚慧, Pinyin Yao Hui; * 25. Oktober 1934 in Peking, Republik China; † 21. September 2014 in Düsseldorf) war eine chinesisch-deutsche Malerin und Kunsthistorikerin. Ziel und Hauptinhalt ihrer künstlerischen und wissenschaftlichen Arbeiten waren die kulturellen Beziehungen und Einflüsse zwischen China und dem Westen.

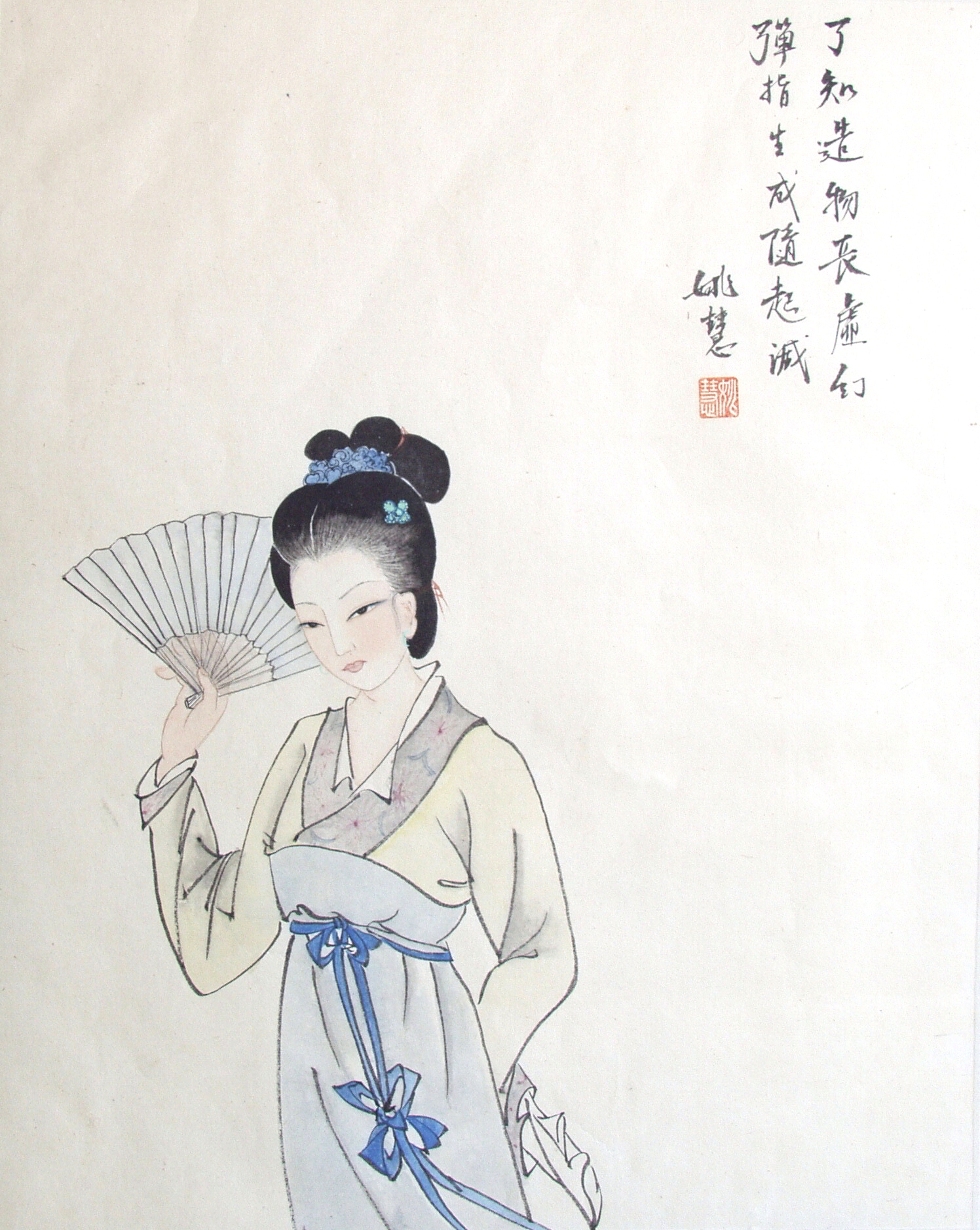

## Leben
Marguerite Müller-Yao lebte von 1949 bis 1964 in Taipei/Taiwan. Dort erhielt sie eine Ausbildung als Malerin und Kalligraphin bei Pu Ru (Pu Xinyu (溥 心 畬)).

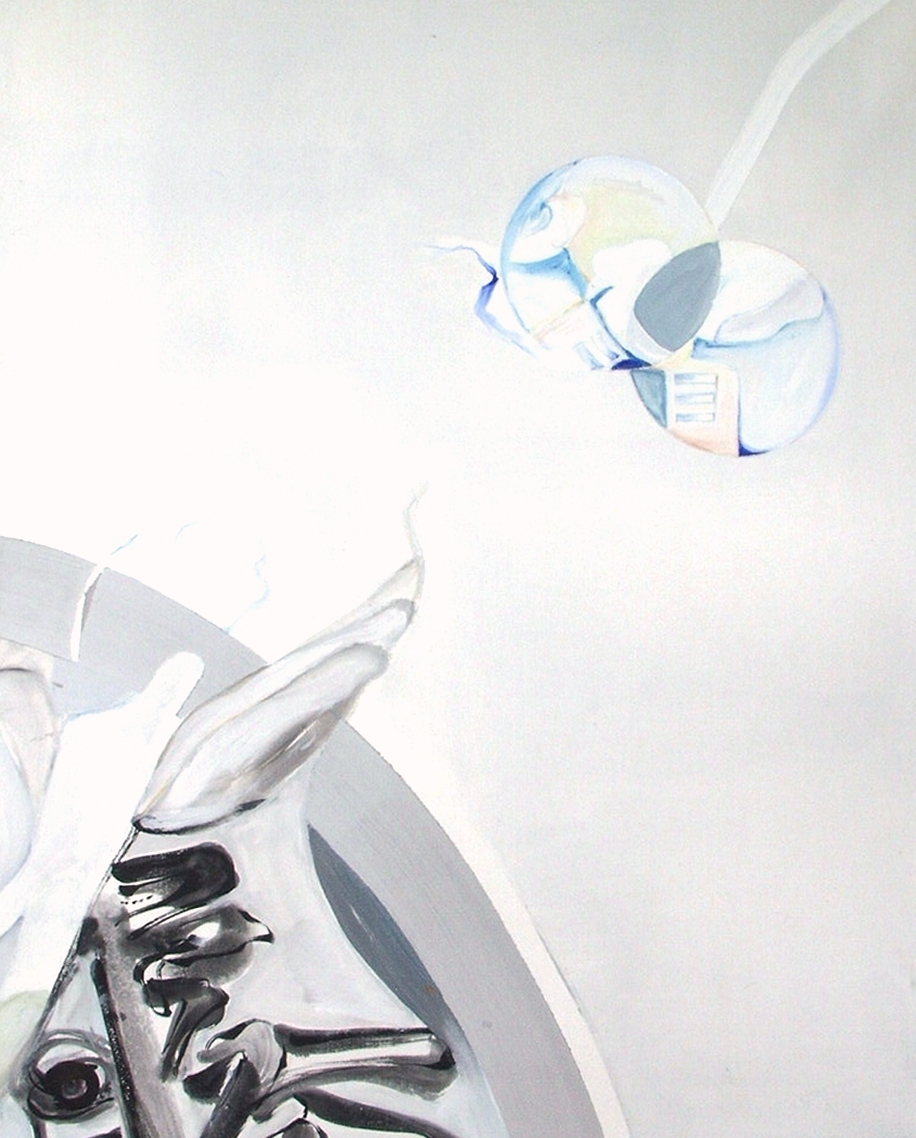

Seit September 1964 lebte sie in Deutschland. Von 1966 bis 1974 studierte sie an der Staatlichen Kunstakademie Düsseldorf bei Joseph Fassbender (1966–1969) und Gert Weber genannt Weberg (1969–1974) und legte 1974 das Erste Staatsexamen für das Künstlerische Lehramt an Gymnasien ab. 1974 bis 1977 war sie als Dozentin an der Universität Bonn – Studio für Kunsterziehung – tätig. Marguerite Müller-Yao promovierte 1985 an der Universität Bonn nach einem Studium der Kunstgeschichte, Ostasiatischen Kunstgeschichte und Sinologie bei Eduard Trier, Eleanor von Erdberg und Rolf Trauzettel mit einer Dissertation über den Einfluss chinesischer Kalligraphie auf die westliche Malerei.
Von 1964 bis 2012 nahm sie außerdem als Malerin an diversen Kunstausstellungen teil.

## Ausstellungen (Auswahl)
- 1969 Galerie Porta, Wuppertal (Einzelausstellung)
- 1971 „Düsseldorf-Stadt der Künstler“, Neue Messe
- 1968–1977 Winterausstellung Kunstpalast Düsseldorf
- 1972 Technische Hochschule Aachen
- 1976 Universität Bonn mit CA.Barthelmess
- 1976 „Nachbarschaft“, Kunsthalle Düsseldorf
- 1978–1987 Große Düsseldorfer Kunstausstellung und Jahresausstellungen Düsseldorf. Künstlervereinigungen
- 1984–1985 „Salon des Nations“, Centre International d’Art Contemporain Paris
- 1987 Kanazawa Art Museum Japan
- 1996 „Die Düsseldorfer '96“ Kunsthalle Düsseldorf
- 2000 Musée des Beaux Arts, Tonneins/Frankreich
- 2000 Biennale der Zeichnung Pilsen/CZ (Ausstellungsbeteiligungen)

## Veröffentlichungen
- Kalligraphie im graphischen Werk von G. Hoehme. In: Katalog G. Hoehme. Kunstmuseum Düsseldorf und Institut für Moderne Kunst Nürnberg, 1975.
- Der Einfluss der Kunst der chinesischen Kalligraphie auf die westliche Informelle Malerei. Dissertation Bonn. Köln 1985, ISBN 3-88375-051-4.
- Informelle Malerei und chinesische Kalligraphie. In: Informel: Begegnung und Wandel. (= Schriftenreihe des Museums am Ostwall Dortmund. Band II). Dortmund 2002, ISBN 3-611-01062-6, S. 322–347.
- The Influence of Chinese Calligraphy on Western Informel Painting. Düsseldorf 2015, ISBN 978-3-00-048980-8.